# Porc du Sud-Ouest
Porc du Sud-Ouest est une indication géographique protégée (IGP) qui garantit au consommateur que les produits proviennent de porcs nés et élevés dans 17 départements des régions Occitanie et Nouvelle-Aquitaine, soient environ 1 300 éleveurs mais surtout nourris de 30 % de maïs denté et de céréales avec un poids minimum de 90 kg.

## Un peu d'histoire

### Lepéle-porc
Le péle-porc (mot gascon, écrit ici avec la graphie fébusienne de Simin Palay, auteur principal du Dictionnaire du Béarnais et du Gascon moderne, prononcer pèle-porc) était une tradition rurale, dans les campagnes et villages gascons des pays de l'Adour : se réunir entre voisins à la fin de l'automne pour sacrifier un cochon adulte, qui fournira des provisions nécessaires à la famille pendant l'hiver. Chacun, ou chacune, alors était charcutier.

### IGP Porc du Sud-Ouest
L'indication géographique protégée pour le Porc du Sud-Ouest a été accordée par la Commission européenne le 9 mai 2013 après dépôt d'un dossier le 7 novembre 2011. La publication a été faite le 8 juin 2012 avec le règlement d’exécution européen no 421/2013.

## Cahier des charges
Le cahier des charges a été déposé à la Commission Européenne le 7 novembre 2013.

## Délimitation de l'aire géographique
L'aire géographique est délimitée par dix-sept départements des régions administratives Nouvelle-Aquitaine et Occitanie :
- Pyrénées-Atlantiques, Hautes-Pyrénées, Haute-Garonne, Ariège, Landes, Gers, Gironde, Lot-et-Garonne, Tarn-et-Garonne,
- Charente-Maritime, Charente, Dordogne, Lot, Tarn, Aveyron, Deux-Sèvres, Vienne

## Gastronomie

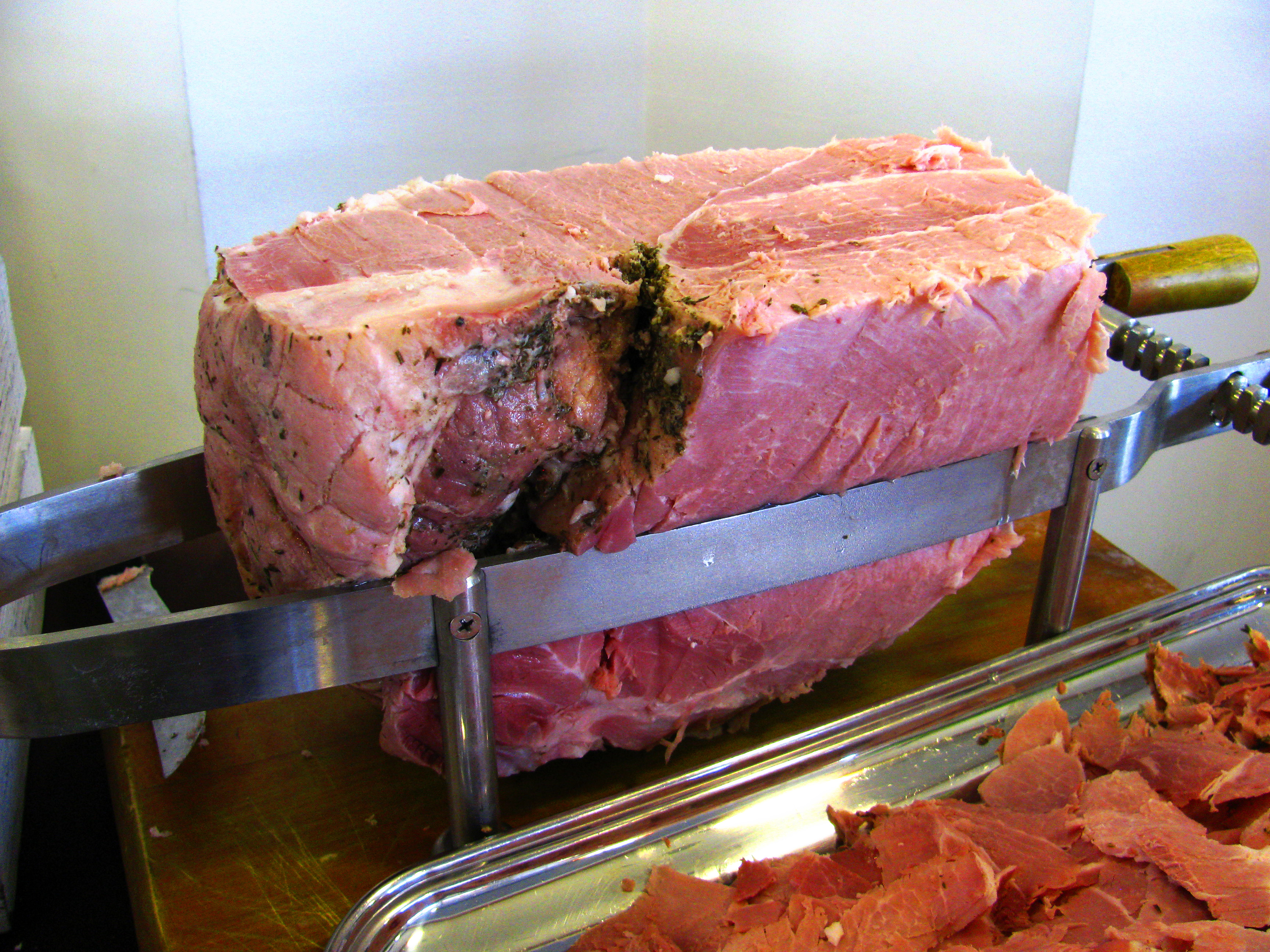
Jambon cuit de porc du Sud-Ouest
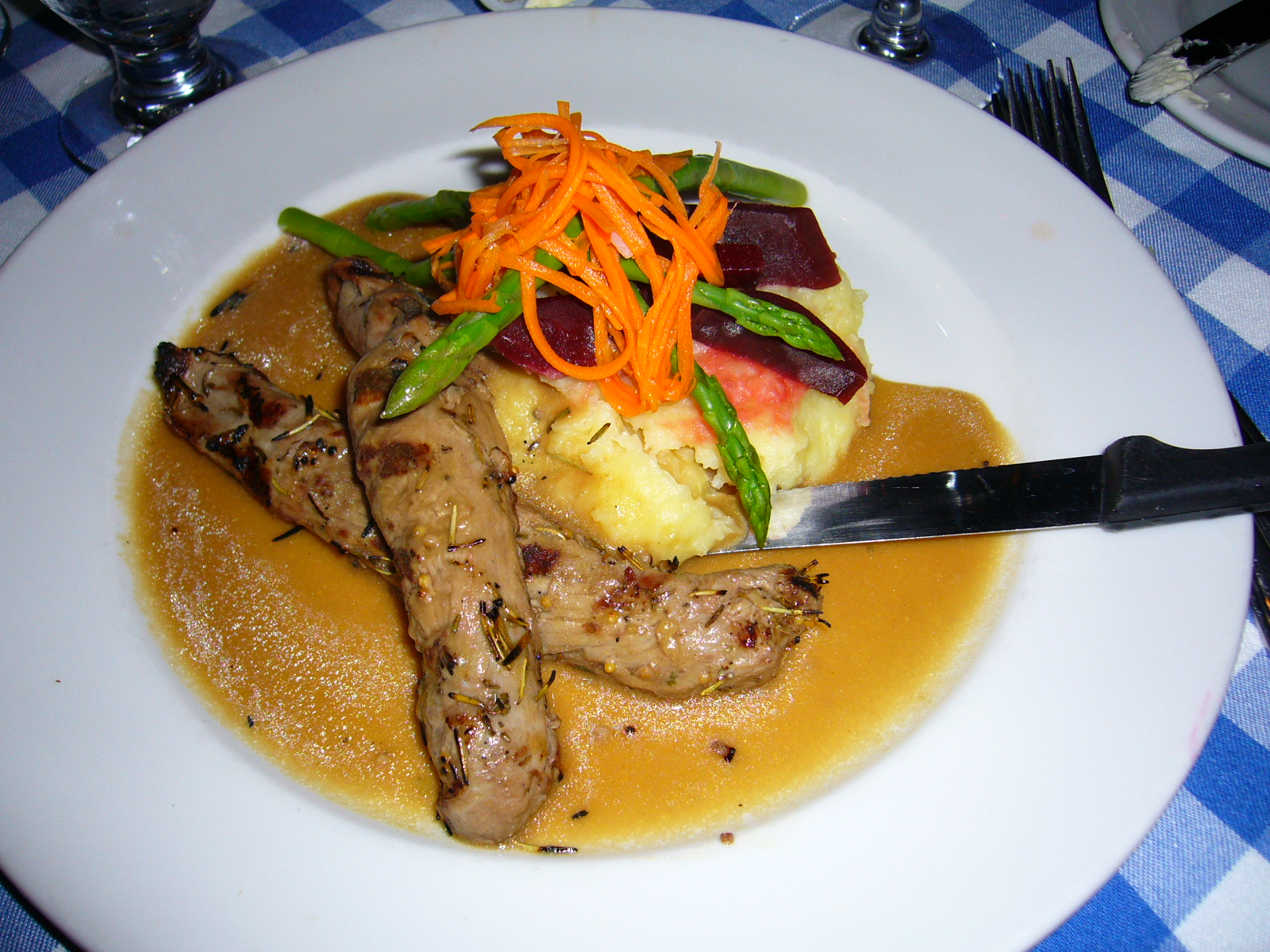
Filet de porc à la bordelaise
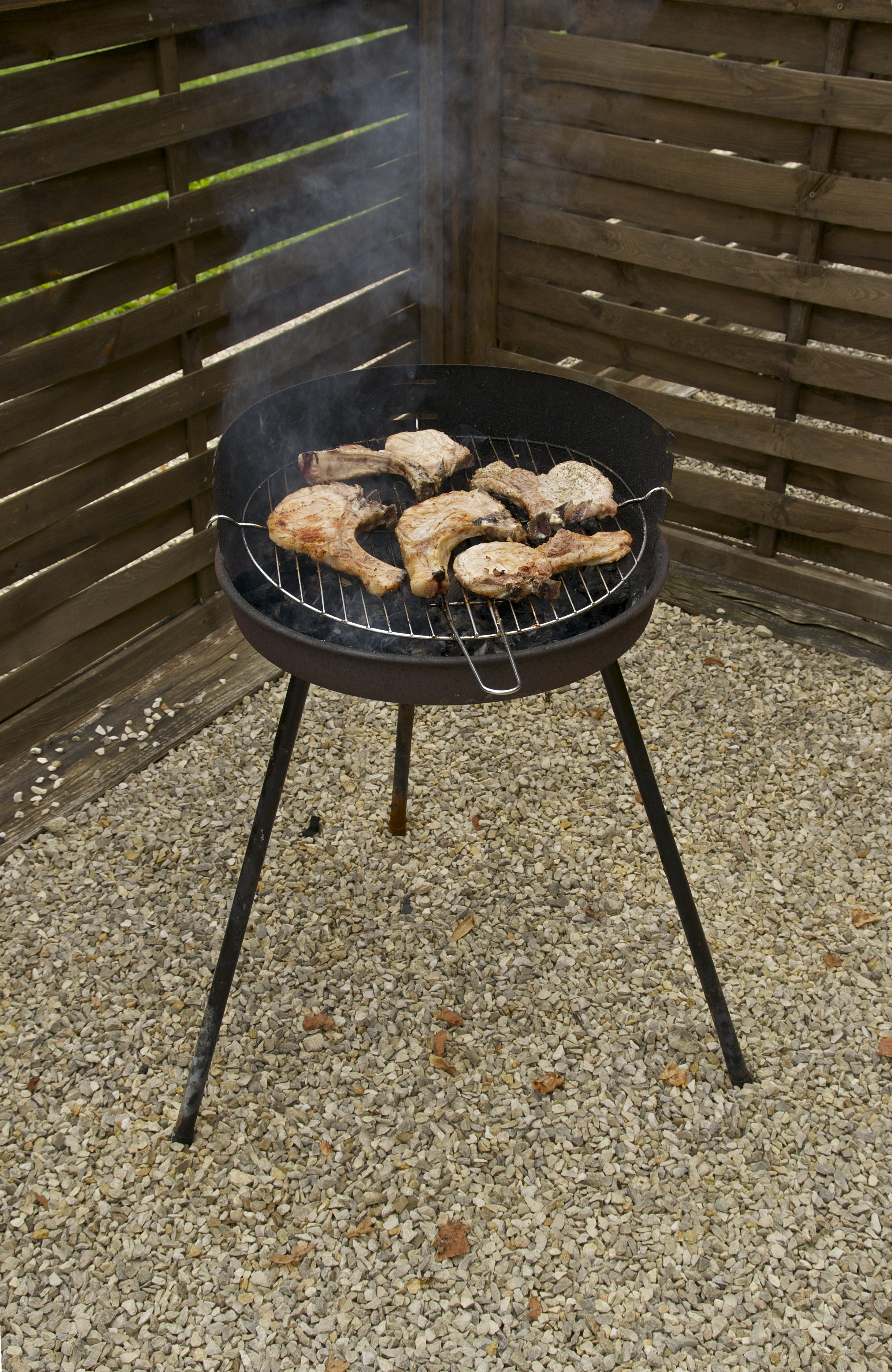
Côtes de porc au barbecue
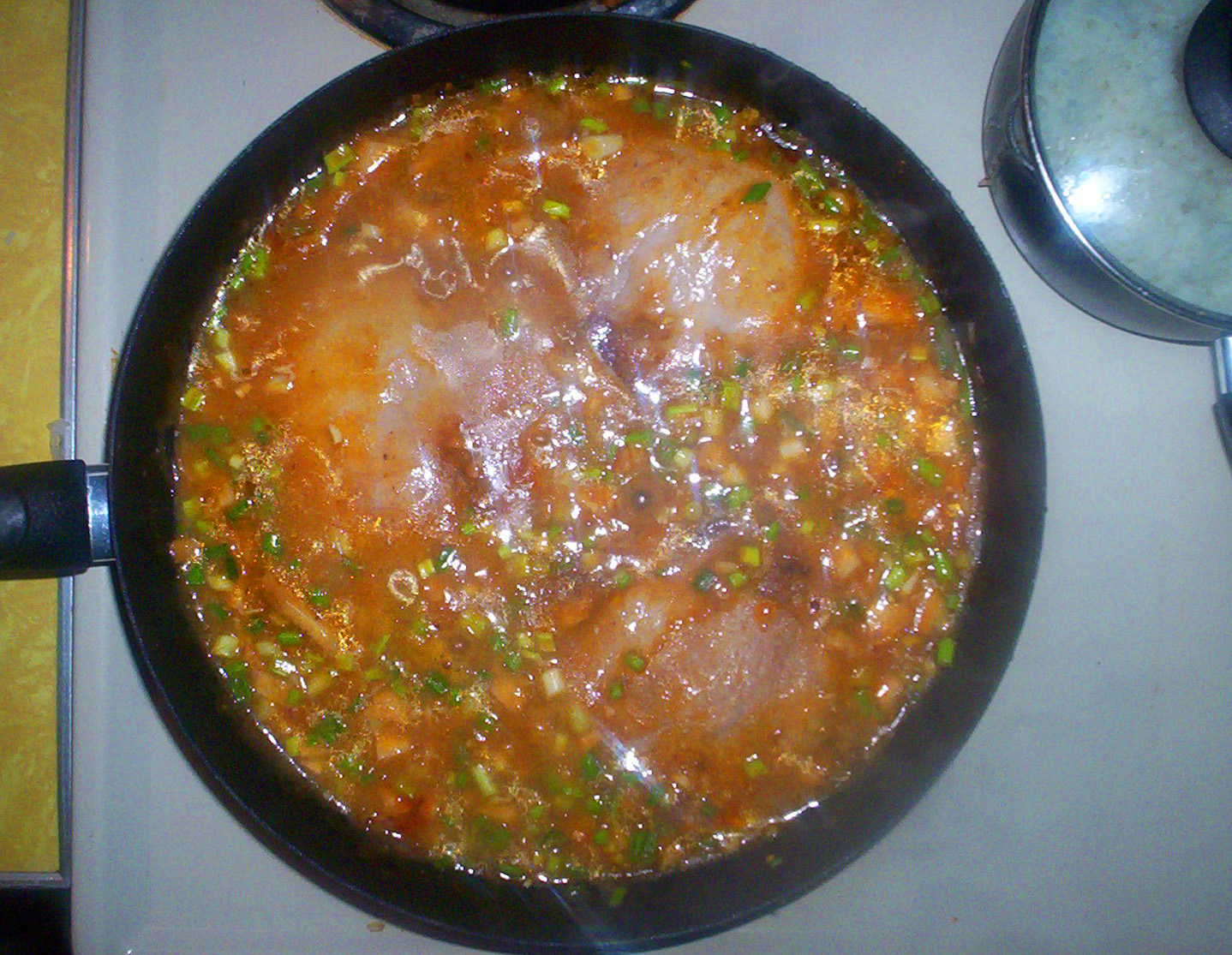
Sauté de porc aux chanterelles